# Thể thao dưới nước tại Đại hội Thể thao Đông Nam Á 1979
Thể thao dưới nước tại Đại hội Thể thao Đông Nam Á năm 1979 được tổ chức từ 24 đến 27 tháng 9 năm 1979 tại Senayan Aquatic Sport Complex, Jakarta, Indonesia, bao gồm ba phân môn: bơi lội, nhảy cầu và bóng nước nam.
Trong môn bơi lội, vận động viên cả nam và nữ tranh tài ở các cự ly cá nhân từ 100 m đến 1 500 m tự do, 100–200 m bướm, ngửa, ếch, 200 m hỗn hợp cá nhân, 400 m hỗn hợp cá nhân, cùng các nội dung tiếp sức 4×100 m tự do, 4×200 m tự do và 4×100 m hỗn hợp/
Ở nhảy cầu, có hai nội dung chính cho cả nam và nữ: nhảy cầu ván mềm 3 m và ván cứng 10 m. Phân môn bóng nước nam được tổ chức theo thể thức vòng tròn

## Tóm tắt kết quả

### Bơi lội
Nội dung của nam
| Nội dung                 | Vàng                  | Vàng     | Bạc               | Bạc      | Đồng                 | Đồng     |
| ------------------------ | --------------------- | -------- | ----------------- | -------- | -------------------- | -------- |
| 100 m tự do              | Gerald Item           | 55.12    | Ang Peng Siong    | 55.47    | John Item            | 56.01    |
| 200 m tự do              | Gerald Item           | 2:01.43  | Dwi Widjajanto    | 2:02.69  | Vicente Cheng        | 2:03.46  |
| 400 m tự do              | William Wilson        | 4:22.53  | Dwi Widjajanto    | 4:23.23  | Khoo Teng Cheong     | 4:24.71  |
| 1500 m tự do             | Khoo Teng Cheong      | 17:42.98 | Dwi Widjajanto    | 17:52.03 | William Wilson       | 18:23.25 |
|                          |                       |          |                   |          |                      |          |
| 100 m bơi ngửa           | Lukman Niode          | 1:01.09  | Richard Luna      | 1:04.56  | Hii Toh Hock         | 1:05.57  |
| 200 m bơi ngửa           | Lukman Niode          | 2:14.55  | Richard Luna      | 2:18.68  | Noel Madridejo       |          |
|                          |                       |          |                   |          |                      |          |
| 100 m bơi ếch            | Kun Hantio Prastiasto | 1:08.64  | Jairulla Jaitulla | 1:09.91  | G Pamor Brantakesuma | 1:11.71  |
| 200 m bơi ếch            | Kun Hantio Prastiasto | 2:31.05  | Jairulla Jaitulla | 2:36.17  | Gunawan J Junus      | 2:36.63  |
|                          |                       |          |                   |          |                      |          |
| 100 m bơi bướm           | Richard Quek          | 59.78    | Gerald Item       | 59.86    | John Item            | 59.97    |
| 200 m bơi bướm           | Gerald Item           | 2:08.62  | John Item         | 2:11.42  | Khoo Teng Cheong     | 2:12.50  |
|                          |                       |          |                   |          |                      |          |
| 200 m hỗn hợp cá nhân    | Gerald Item           | 2:16.73  | John Item         | 2:17.34  | Lim Seng Hock        | 2:19.67  |
| 400 m hỗn hợp cá nhân    | Gerald Item           | 4:48.91  | John Item         | 4:50.96  | Lim Seng Hock        | 5:01.03  |
|                          |                       |          |                   |          |                      |          |
| 4×100 m tiếp sức tự do   | Indonesia             | 3:42.52  | Singapore         | 3:45.04  | Philippines          | 3:57.66  |
| 4×200 m tiếp sức tự do   | Indonesia             | 8:11.78  | Singapore         | 8:29.35  | Philippines          | 8:30.35  |
| 4×100 m tiếp sức hỗn hợp | Indonesia             | 4:07.24  | Philippines       | 4:16.68  | Malaysia             | 4:19.42  |

Nội dung của nữ
| Nội dung                 | Vàng                | Vàng    | Bạc                 | Bạc     | Đồng                   | Đồng    |
| ------------------------ | ------------------- | ------- | ------------------- | ------- | ---------------------- | ------- |
| 100 m tự do              | Nanik Juliati       | 1:01.20 | Sirirat Changkasiri | 1:02.79 | Helen Chow             | 1:03.17 |
| 200 m tự do              | Sirirat Changkasiri | 2:12.12 | Junie Sng           | 2:13.63 | Nunung Selowati        |         |
| 400 m tự do              | Junie Sng           | 4:38.29 | Sirirat Changkasiri | 4:40.77 | Nunung Selowati        | 4:42.80 |
| 800 m tự do              | Junie Sng           | 9:32.94 | Nunung Selowati     | 9:34.38 | Tan Guat Kim           | 9:50.16 |
|                          |                     |         |                     |         |                        |         |
| 100 m backstroke         | Nanik Juliati       | 1:10.32 | Helen Chow          | 1:11.49 | Christina Lam          | 1:11.85 |
| 200 m backstroke         | Nanik Juliati       | 2:30.88 | Christina Lam       | 2:31.05 | Maria Theresa Espinoza | 2:36.26 |
|                          |                     |         |                     |         |                        |         |
| 100 m bơi ếch            | Nanik Juliati       | 1:17.42 | Anita Suparjiman    | 1:19.15 | Nancy Deano            | 1:22.04 |
| 200 m bơi ếch            | Nanik Juliati       | 2:46.80 | Anita Suparjiman    | 2:53.16 | Andrew Phang           | 2:59.25 |
|                          |                     |         |                     |         |                        |         |
| 100 m bơi bướm           | Junie Sng           | 1:07.77 | Nunung Selowati     | 1:09.51 | Mavis Ee               | 1:09.71 |
| 200 m bơi bướm           | Junie Sng           | 2:23.89 | Nunung Selowati     | 2:25.34 | Mavis Ee               | 2:31.17 |
|                          |                     |         |                     |         |                        |         |
| 200 m hỗn hợp cá nhân    | Nanik Juliati       | 2:28.67 | Junie Sng           | 2:34.06 | Anita Suparjiman       | 2:35.21 |
| 400 m hỗn hợp cá nhân    | Junie Sng           | 5:21.06 | Nanik Juliati       | 5:26.35 | Mavis Ee               | 5:29.13 |
|                          |                     |         |                     |         |                        |         |
| 4×100 m tiếp sức tự do   | Indonesia           | 4:17.79 | Thái Lan            | 4:18.91 | Singapore              | 4:21.02 |
| 4×100 m tiếp sức hỗn hợp | Indonesia           | 4:46.32 | Thái Lan            | 4:53.69 | Singapore              | 4:53.97 |

### Bóng nước
| Nội dung | Vàng      | Bạc       | Đồng |
| -------- | --------- | --------- | ---- |
| Nam      | Singapore | Indonesia |      |